# Бешар (город)
Бешар (араб. بشار‎) — город на западе Алжира, административный центр одноимённого вилайета.

## География
Расположен примерно в 1150 км к юго-западу от столицы страны, города Алжир, в 852 км к северо-востоку от города Тиндуф и в 80 км от границы с Марокко. Находится на высоте 747 м над уровнем моря, на берегах реки Уэд-Бешар, которая пересекает город с северо-востока на юго-запад. Скалистое поднятие Джебель-Бешар расположено к юго-востоку и востоку от города, достигая высоты 1206 м. Далее к северо-востоку поднимается ещё более высокий хребет Джебель-Антар, достигающий высоты 1953 м.

## Климат
Климат города характеризуется как аридный, с очень жарким летом и тёплой зимой, несмотря на довольно большую высоту над уровнем моря. Осадков выпадает крайне мало, средняя годовая норма составляет всего 75-85 мм.
| Показатель                    | Янв. | Фев. | Март | Апр. | Май  | Июнь | Июль | Авг. | Сен. | Окт. | Нояб. | Дек. | Год  |
| ----------------------------- | ---- | ---- | ---- | ---- | ---- | ---- | ---- | ---- | ---- | ---- | ----- | ---- | ---- |
| Средний суточный максимум, °C | 16,2 | 19,0 | 22,0 | 25,6 | 30,3 | 35,9 | 39,7 | 39,0 | 33,9 | 27,1 | 20,6  | 16,3 | 27,1 |
| Средняя температура, °C       | 9,9  | 12,7 | 15,8 | 19,4 | 24,2 | 29,3 | 33,0 | 32,6 | 27,8 | 21,2 | 14,9  | 10,4 | 20,9 |
| Средний суточный минимум, °C  | 3,7  | 6,4  | 9,6  | 13,2 | 18,1 | 22,7 | 26,3 | 26,1 | 21,6 | 15,2 | 9,1   | 4,3  | 14,6 |
| Норма осадков, мм             | 10   | 8    | 6    | 9    | 6    | 2    | 0    | 1    | 5    | 10   | 10    | 8    | 75   |
| Источник: World Climate       |      |      |      |      |      |      |      |      |      |      |       |      |      |

## Население
Население по данным на 2008 год составляет 165 627 человек; по данным на 1998 год оно насчитывает 134 954 человека. Бешар является крупнейшим городом западной части страны. Уровень грамотности населения составляет 86,4 % (91,4 % мужчин и 81,4 % женщин).

## Экономика
Бешар является центром горнопромышленного района (разработки каменного угля, железной и марганцевой руд). Имеются пищевкусовые, швейные, металлообрабатывающие предприятия. До 1907 года, когда здесь было найдено месторождение каменного угля, Бешар был маленьким городком, как и другие населённые пункты в этом районе. Важную роль в экономике играет также сельское хозяйство. Площадь сельскохозяйственных угодий на территории коммуны Бешар составляет 8384 га, из них 5100 га — орошаемые земли. В коммуне произрастает около 109 000 финиковых пальм, которые занимают общую площадь 910 га. Выращиваются также овощи, злаковые, миндаль и др. Имеется животноводство, главным образом овцеводство и козоводство. По данным на 2009 год поголовье овец составляет 19 067; поголовье коз — 16 664; верблюдов — 1766; крупного рогатого скота — 444.
В ограниченном виде имеет место туризм. В городе расположены 10 отелей. Основные туристические достопримечательности включают песчаные дюны, пальмовые рощи, древний ксар и форт.
Неподалёку от города находился бывший французский космодром Хаммагир.

## Транспорт
Основной дорогой, проходящей через Бешар, является шоссе № 6, соединяющее его с городами Мишерия, Саида, Маскара и Оран (на севере), а также городом Адрар (на юге). Общая протяжённость дорог на территории коммуны составляет 207,5 км. Имеется узкоколейная железная дорога. В 4 км к северо-западу от города находится аэропорт.